# Arcidiecéze magdeburská
Arcidiecéze magdeburská (německy Erzbistum Magdeburg) je zaniklá historická římskokatolická diecéze existující v letech 968 až do reformace v 17. století. Území magdeburské knížecí arcidiecéze, bylo v roce 1648 přeměněno na Magdeburské vévodství a roku 1680 podřízeno Braniborskému kurfiřtství.

## Historie

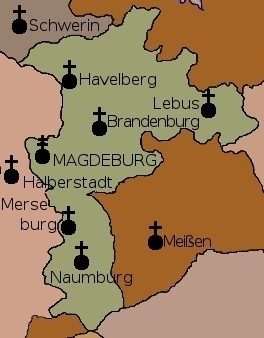
Magdeburská církevní provincie

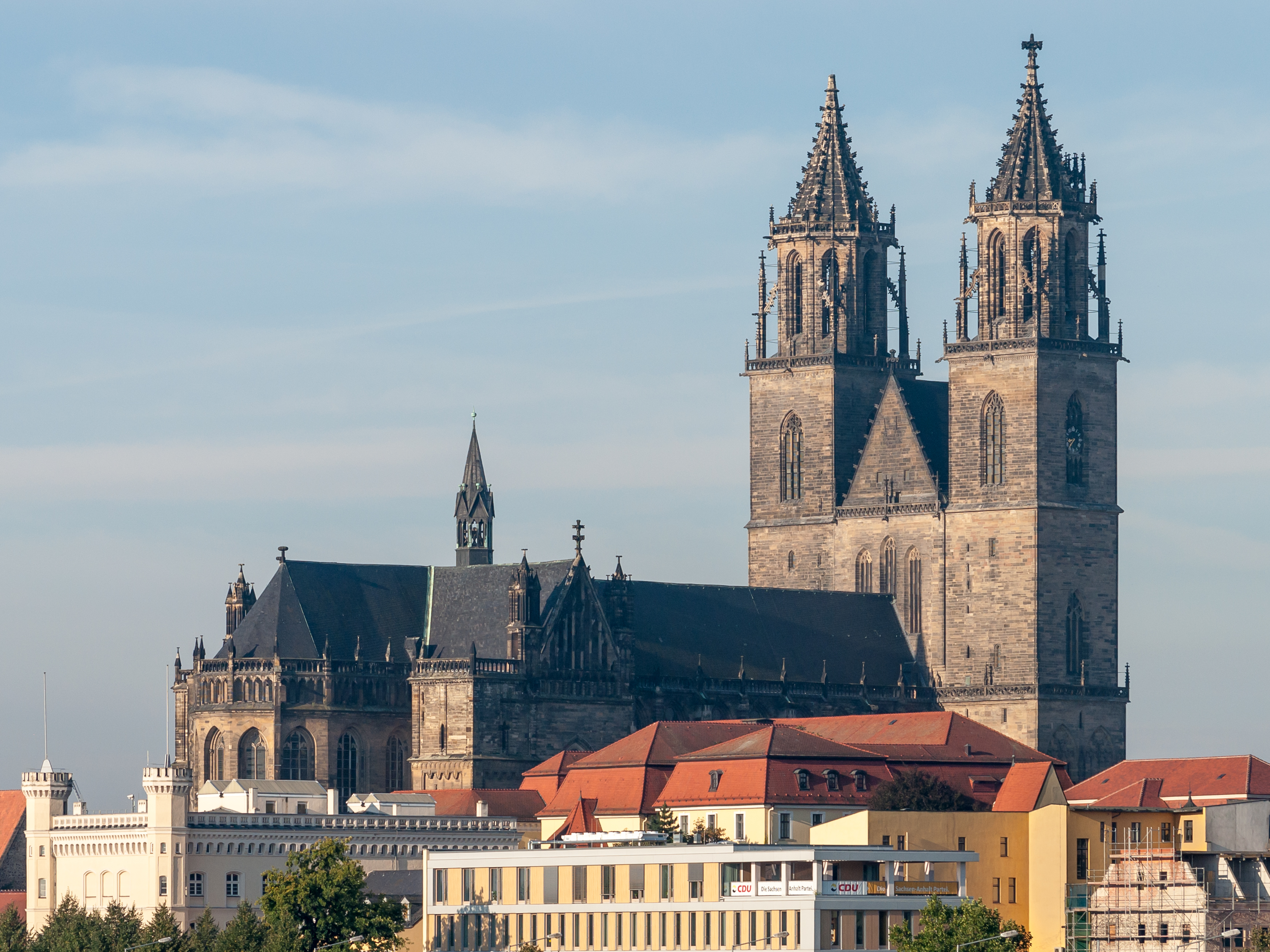
Magdeburský dóm, katedrální kostel magdeburských arcibiskupů

Na koncilu v Ravenně v roce 967 dosáhl císař Ota I. souhlasu papeže Jana XIII. k založení arcidiecéze v Magdeburgu. Toto rozhodnutí ovlivnilo pravomoci diecéze halberstadtské a arcidiecéze mohučské. Teprve po smrti halberstadtského biskupa Bernharda v únoru 968 a arcibiskupa Viléma v březnu 968 byl Ota schopen realizovat rozhodnutí synodu.
Magdeburská arcidiecéze byla vytvořena z území halberstadtské diecéze. Svatým patronem arcidiecéze byl svatý Mořic. Sousední biskupství braniborské, havelberské, zeitzské, merseburské a míšeňské byla podřízena metropolitovi jako sufragánní. Prvním magdeburským arcibiskupem se v roce 968 stal ruský misionář a opat weissenburského kláštera, Adalbert. Kromě úřadu metropolity velké církevní provincie nosil také titul Primas Germaniae. O jeho významu v pozdním středověku svědčí velikost magdeburské katedrály.
Ve 12. století založili arcibiskupové též zemskou státní správu. Od roku 1476 se arcidiecéze dostala pod vliv Saska a Braniborska. V roce 1478 si magdeburský arcibiskup Arnošt z Wettinu podrobil město Halle. Tam nechal po roce 1484 vystavět Moritzburg, kam v květnu 1503 přesídlil. Moritzburg se stal hlavní rezidencí magdeburských arcibiskupů.
Během náboženské reformace přestoupila velká část obyvatelstva arcidiecéze k luteránství. Teprve v průběhu třicetileté války získala arcidiecéze dočasně jednoho katolického arcibiskupa, o rekatolizaci obyvatelstva v diecézi však nemohlo být řeč.
Po uzavření Vestfálského míru roku 1648 připadlo území magdeburské knížecí arcidiecéze, tedy majetek magdeburského arcibiskupa, jako dědičné Magdeburské vévodství Braniborskému kurfiřtství. Toto ujednání vstoupilo v platnost po smrti posledního administrátora, vévody Augusta Sasko-Weissenfelského v roce 1680.
V roce 1994 byla založená nová diecéze magdeburská vycházející z tradice někdejší arcidiecéze.